# 결혼식

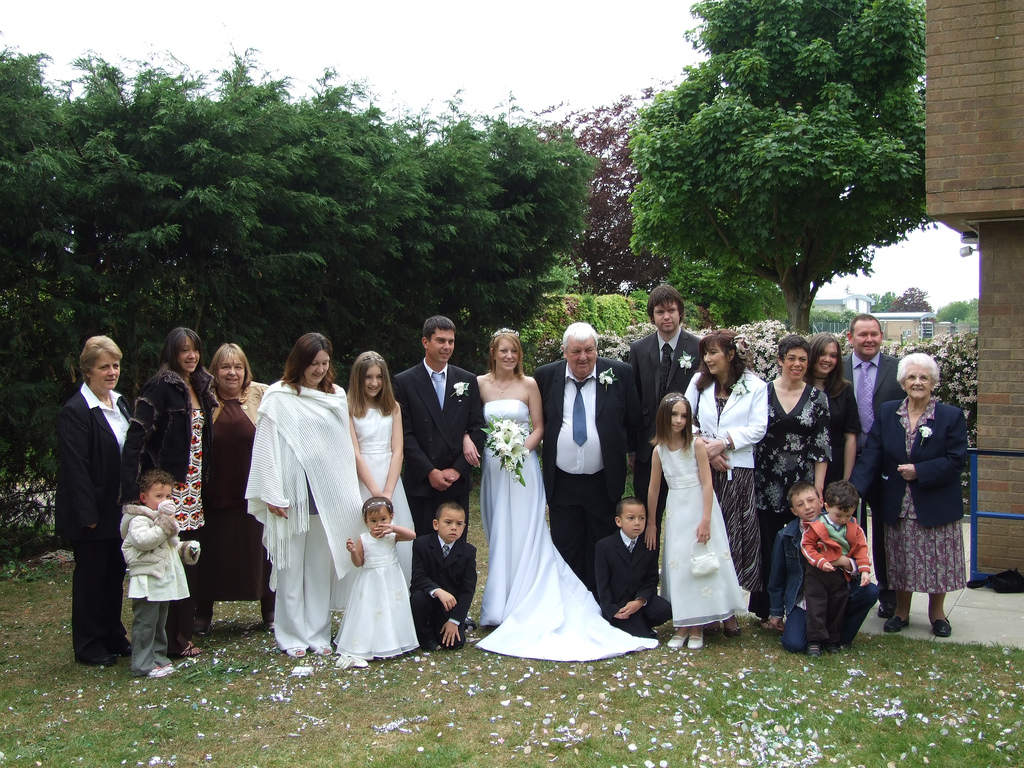
서양의 결혼식

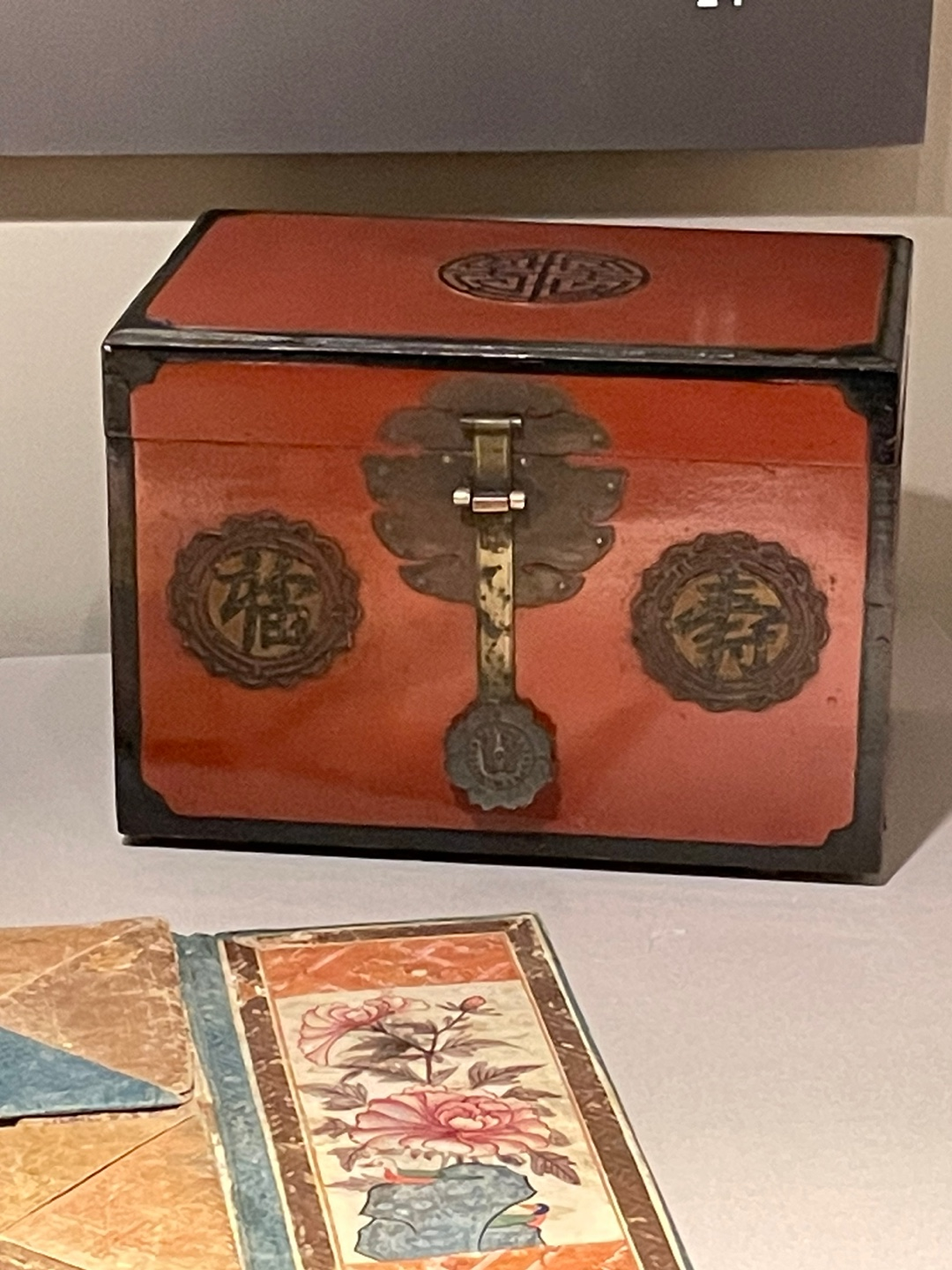
한국 전통 납폐함

결혼식(結婚式), 혼례식(婚禮式), 영어로 웨딩(영어: wedding)은 혼인이나 비슷한 경우로 두 사람이 결합할 때 치르는 행사이며, 종교적 주관자나 정부 허가의 세속적 절차로 시행될 수 있다. 결혼식은 제3자에 의해 진행되지만, 많은 종교전통에서 결혼에 대해 두 사람이 선서하게 하고, 하객들의 목격, 지지, 정당화를 함께 한다. 결혼식의 유교적 절차는 혼례로 부른다.

## 결혼 문화의 공통 요소
일부 문화권에서는 신부가 하얀 웨딩 드레스와 베일을 착용하는 서양식 결혼식을 받아들였다. 서양식 결혼식은 빅토리아 여왕의 결혼을 통해 널리 퍼지기 시작했다. 사람들은 빅토리아 여왕이 흰 가운을 선택한 것이 단지 사치를 과시하는 것이라고 보았지만, 성적인 순결을 강조한 것으로 보는 사람도 있다.

## 한국의 전통 혼례

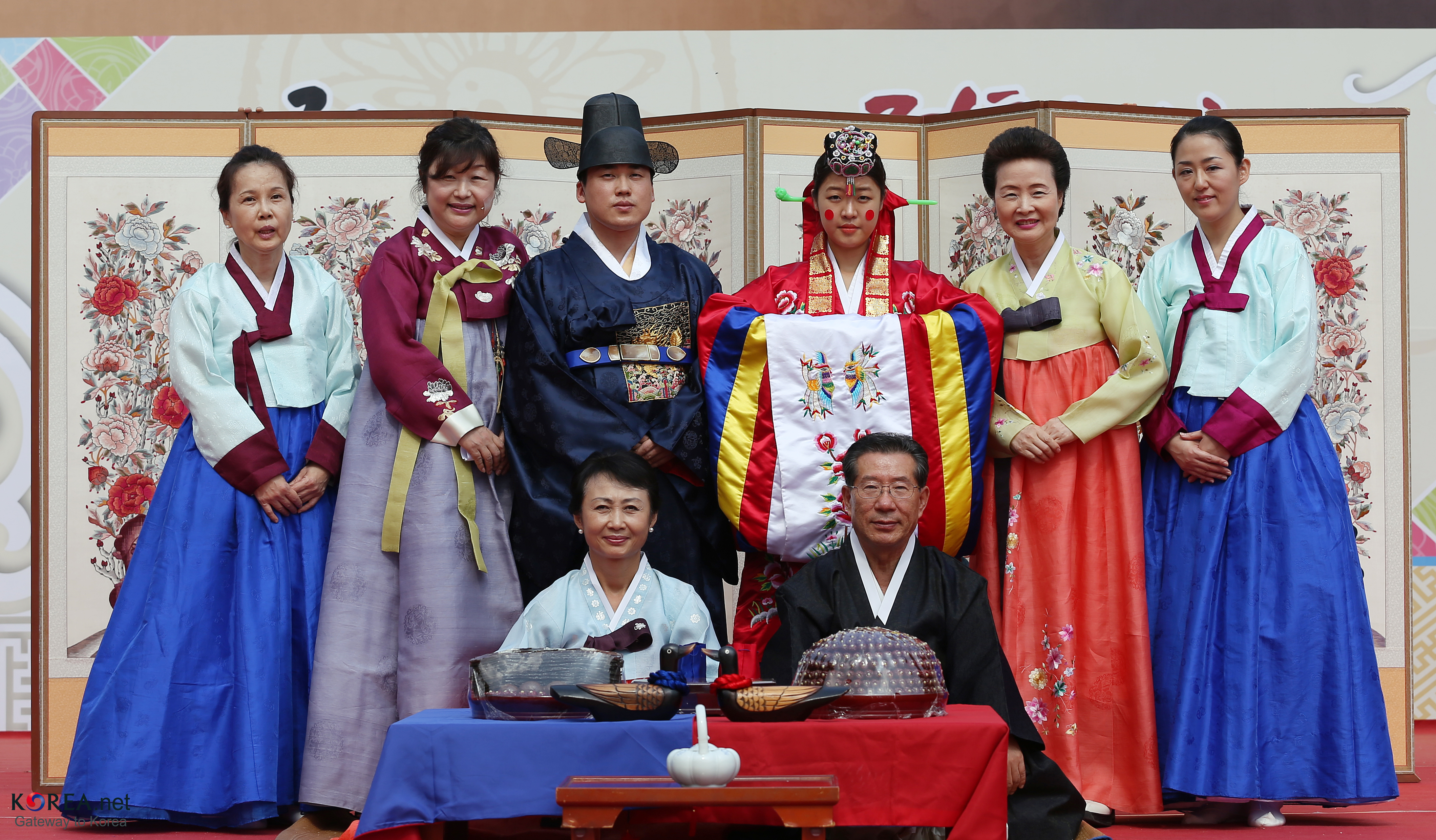
한국의 전통 혼례식

혼례(婚禮)는 결혼식의 유교적 절차를 이르는 이름이며, 혼(婚)은 서, 인(姻)은 처를 말하는 것으로 본래 혼(昏)시에 성례를 이룬다는 뜻이다. 결혼 연령이 고대에는 남자 30세, 여자 20세까지였으나 근세에는 남자 15세, 여자 14세(혹은 12세) 이상일 때 허락이 되었다. 물론 이 경우도 양가에 기년 이상의 복상이 없어야 하며 동성동관(同姓同貫)은 성혼할 수 없다.
혼례의 절차는 다음과 같다.
1. 사주단자(四柱單子：柱單) ―― 혼인이 약정되면 서가에서 날을 가려 신랑될 남자의 생년월일시를 백지에 써서 신부될 여자의 집으로 보낸다.
2. 택일(擇日) ―― 주단(柱單)을 받은 여자의 집에서는 혼인 일자를 택하여 서가로 보낸다. 그 방식은 주단을 보내듯이 한다.
3. 의양단자(衣樣單子) ―― 서가는 다시 신랑 후보자의 도포 및 신발의 척수를 적어 보낸다. 대개 신부 후보자의 의양은 택일 단자를 보낼 때 함께 한다.
4. 납폐(納幣) ―― 혼일 전날에 서가에서 혼서(婚書)와 채단(綵緞)을 함(函)에 넣어 여자의 집으로 보낸다. 이때 '함진아비'를 여자의 집에서 맞아 개함(開函)하고 대접을 후히 한다.
5. 고사당(告祀堂) ―― 약혼 후 납폐 전에 어느 삭망일을 택하여 사당에 나가 성혼 사유를 고사(告辭)한다.
6. 초례(醮禮) ―― 혼인날에 신랑이 신부집에 가서 혼례에 필요한 의식절차를 행하는 것으로 보통 3일간을 처가에서 보내나, 거리가 가까우면 당일에 현구고례를 마치고 다시 처가로 돌아와 3일간 신방을 치른다.
7. 현구고례(見舅姑禮) ―― 신부가 시가(媤家)의 시부모를 뵙는 절차로서 이때 친척들도 함께 보는데 이에 시부모는 예물로써 답례한다.
8. 해현례(解見禮) ―― 흔히 '신부례'·'풀보기'라고도 하며 3일간의 신방을 치른 뒤 신부가 시가로 아주 올 때의 절차이다. 그리고 처가에서 신랑·신부를 데려다가 유숙시키는 것을 '재행(再行)'이라 한다. 또한 '친영(親迎)'은 혼인날 당일에 서가에서 신랑이 신부집으로 가서 신부를 맞이하여 본가로 데려와 혼례하는 예이다. 동상례(東床禮)는 동제간 교유(交遊)를 맺기 위한 의식으로 흔히 첫날밤 저녁에 신랑을 달아매고 괴롭히는 놀이를 말한다.

## 문화

### 청첩장
결혼식 참석을 부탁하는 내용의 안내장을 청첩장이라 한다. 대한민국에서는 청접장에 신랑 신부 및 양가 부모의 이름과 결혼장소 등이 적혀 있는 격식을 갖춘 청첩장을 보내는 것이 관습이다. 다만 이메일이나 카카오톡으로 전자청접장을 보내는 경우도 있다. 이런 경우로 인해서 스미싱 피해사례가 늘고있다.

### 제주도 특유의 결혼식 문화
제주도에는 부신랑, 부신부라는 특유의 결혼 문화가 있다.

### 신조어
결혼식을 치를 때 사용되는 스튜디오 촬영, 결혼 예복, 화장 등의 비용을 스튜디오-드레스-메이크업의 앞자를 따 스드메라고 칭하는 경우가 있다. 예식장의 규모를 줄여 허례허식이 없는 결혼식을 추구하는 것을 스몰웨딩이라고도 한다.

## 같이 보기
- 신부 들러리